# Математика (журнал)
Математика — периодический сборник переводов иностранных статей по математике на русский язык.
В сборнике печатались переводы наиболее значимых работ иностранных математиков; в том числе 
Майкла Атья,
Армана Борела, 
Андре Вейля,
Александрa Гротендикa,
Ясутака Ихара,
Дэвида Мамфорда, 
Джона Милнора, 
Джона Нэша, 
Христоса Папакирьякопулоса, 
Жан-Пьера Серра,
Стивена Смэйла,
Джона Тейта,
Жака Титса,
Ларса Хёрмандера,
Фридриха Хирцебруха,
Филиппа Холла, и других.

## История
Выходил с 1957 по 1973 год по 6 номеров в год и Издательстве иностранной литературы.
В состав редакционной коллегии сборника в разные годы входили: 
- Александр Осипович Гельфонд (ответственный редактор),
- Владимир Григорьевич Болтянский
- Марк Иосифович Вишик,
- Марат Андреевич Евграфов
- Алексей Андреевич Ляпунов,
- Юрий Иванович Манин,
- Марк Аронович Наймарк,
- Михаил Михайлович Постников,
- Илья Иосифович Пятецкий-Шапиро,
- Акива Моисеевич Яглом.